# Comitato Nazionale Olimpico di Lituania
Il Comitato Nazionale Olimpico di Lituania (nota anche come Lietuvos tautinis olimpinis komitetas in lituano) è un'organizzazione sportiva lituana, fondata nel 1924 a Vilnius, Lituania.
Rappresenta questa nazione presso il Comitato Olimpico Internazionale (CIO) dal 1991 ed ha lo scopo di curare l'organizzazione ed il potenziamento dello sport in Lituania e, in particolare, la preparazione degli atleti lituani, per consentire loro la partecipazione ai Giochi olimpici. Il comitato, inoltre, fa parte dei Comitati Olimpici Europei.
L'attuale presidente dell'organizzazione è Daina Gudzinevičiūtė, mentre la carica di segretario generale è occupata da Valentinas Paketūras.